# Ola Svensson
Ola Nils Håkan Svensson, más conocido como Ola Svensson o simplemente como Ola (Lund, 23 de febrero de 1986) es un cantante sueco. Después de su participación en el programa IDOL de Suecia lanzó varios sencillos como "Rain", "Natalie", y "S.O.S.". Participó en el Melodifestivalen 2008 con el tema "Love in Stereo" y en Melodifestivalen 2010 con "Unstoppable (The Return Of Natalie)". Ocho de sus discos han sido número uno en los gráficos de álbumes y sencillos suecos, y muchos han sido certificados con ambos, oro y platino.

## Álbumes
| Año  | Álbum                              | Máxima posición SWE | Certificación |
| ---- | ---------------------------------- | ------------------- | ------------- |
| 2006 | Given to Fly                       | 1                   |               |
| 2007 | Good Enough                        | 6                   |               |
| 2008 | Good Enough - The Feelgood Edition | 2                   |               |
| 2010 | Ola                                | 3                   |               |
| 2014 | Carelessly Yours                   | 4                   |               |